# Campionati del mondo di ciclismo su strada 2015 - Cronometro maschile Under-23
La cronometro maschile Under-23 dei Campionati del mondo di ciclismo su strada 2015 è stata corsa il 21 settembre negli Stati Uniti, con partenza ed arrivo da Richmond, su un percorso totale di 29,9 km. Il danese Mads Würtz Schmidt ha vinto la gara con il tempo di 37'10"96, alla media di 48,248 km/h, argento al tedesco Maximilian Schachmann e a completare il podio il tedesco Lennard Kämna.
Partenza ed arrivo per 50 ciclisti.

## Classifica (Top 10)
| Pos. | Corridore             | Squadra       | Tempo    |
| ---- | --------------------- | ------------- | -------- |
| 1    | Mads Würtz Schmidt    | Danimarca     | 37'10"96 |
| 2    | Maximilian Schachmann | Germania      | a 12"20  |
| 3    | Lennard Kämna         | Germania      | a 21"02  |
| 4    | Truls Engen Korsæth   | Norvegia      | a 36"10  |
| 5    | Owain Doull           | Gran Bretagna | a 36"25  |
| 6    | James Oram            | N. Zelanda    | a 37"48  |
| 7    | Miles Scotson         | Australia     | a 40"52  |
| 8    | Théry Schir           | Svizzera      | a 41"13  |
| 9    | Marlen Zmorka         | Ucraina       | a 42"68  |
| 10   | Daniel Eaton          | Stati Uniti   | a 43"93  |